# Alfred Duval
Alfred Duval   (Sydney, 1 de juliol de 1941) és un remer australià, ja retirat, guanyador d'una medalla olímpica.
Nascut a Sydney, va estudiar al St. Joseph's College de Hunters Hill, on va començar a practicar rem. A nivell sènior va competir amb el Sydney Rowing Club.
El 1964 va prendre part en els Jocs Olímpics d'Estiu de Tòquio, on fou desè en la prova del quatre amb timoner del programa de rem. Quatre anys més tard, als Jocs de Ciutat de Mèxic, guanyà la medalla de plata en la prova del vuit amb timoner. En el seu palmarès també destaca el campionat australià del quatre amb timoner de 1966 i la Kings Cup, una regata interestatal que forma part dels Campionats australians de rem, de 1965 i 1967.